# Aphrastochthonius grubbsi
Espèce
Aphrastochthonius grubbsi est une espèce de pseudoscorpions de la famille des Chthoniidae.

## Distribution
Cette espèce est endémique de Californie aux États-Unis. Elle se rencontre dans la grotte Lost Piton Cave dans le comté de Calaveras.

## Description
La femelle holotype mesure 1,39 mm.

## Étymologie
Cette espèce est nommée en l'honneur d'Andy Grubbs géologue et spéléologue.

## Publication originale
- Muchmore, 1984 : New cavernicolous pseudoscorpions from California (Pseudoscorpionida, Chthoniidae and Garypidae). Journal of Arachnology, vol. 12, no 2, p. 171-175 (texte intégral).